# Santa Catalina megye
Santa Catalina egy megye Argentínában, Jujuy tartományban. A megye székhelye Santa Catalina.

## Települések
Önkormányzatok és települések (Municipios)
- Cienaguillas
- Cusi Cusi
- Santa Catalina